# Parque de Josep Maria Serra Martí
El parque de Josep Maria Serra Martí se encuentra en el Distrito de Nou Barris de Barcelona. Fue creado en 1994 por Cinto Hom y Carles Casamor.
El parque está dedicado a Josep Maria Serra Martí (Barcelona, 1927-1991), ingeniero industrial y político socialista, que fue teniente de alcalde de Urbanismo y Servicios Municipales de Barcelona y uno de los impulsores de los Juegos Olímpicos de 1992.

## Descripción
El parque se encuentra en el barrio de Canyelles, tocando a la Ronda de Dalt. Es un ámbito vecinal, donde un día a la semana se organiza un mercadillo al aire libre. Al hallarse en un terreno de cierto desnivel, se estructura en plataformas separadas por taludes verdes, con una explanada polivalente en el centro. El punto neurálgico del parque es la Fuente Mágica Manuel de Falla, obra de Pedro Barragán, formada por un estanque que alberga una plataforma metálica de la que cae el agua en cascada, y dos grandes rocas junto a unos surtidores de agua; también dispone de juegos de luz y sonido, de ahí el nombre de «fuente mágica». En el recinto también se encuentra una escultura de una «bailaora» flamenca titulada Alegrías, obra de Ignasi Farreras. El parque también cuenta con área infantil y mesas de ping-pong.

## Vegetación
Entre las especies presentes en el parque figuran: la palmera washingtonia (Washingtonia filifera), el eucalipto (Eucalyptus globulus), el falso pimentero (Schinus molle), el tilo (Tilia x europaea), la jacaranda (Jacaranda mimosifolia), el pino piñonero (Pinus pinea), el ombú (Phytolacca dioica), el chopo del Canadá (Populus x canadensis), la mimosa (Acacia dealbata), el álamo blanco (Populus alba), la acacia de Constantinopla (Albizia julibrissin), el almez (Celtis australis), el jazmín azul (Plumbago auriculata), etc.